# 타카야나기 아카네
다카야나기 아카네(高柳 明音,たかやなぎ あかね, 1991년 11월 29일 - )는 일본 여성 아이돌 그룹 전 SKE48 팀KII의 멤버다.

## 개요
- SKE48 팀KII 에이벡스 뮤직 크리에티브 소속.
- 2021년 4월 30일, SKE48를 졸업.

## 작품

### 싱글
1. O.A.!! Summer Tune☆ (2025년 8월 6일)